# 富

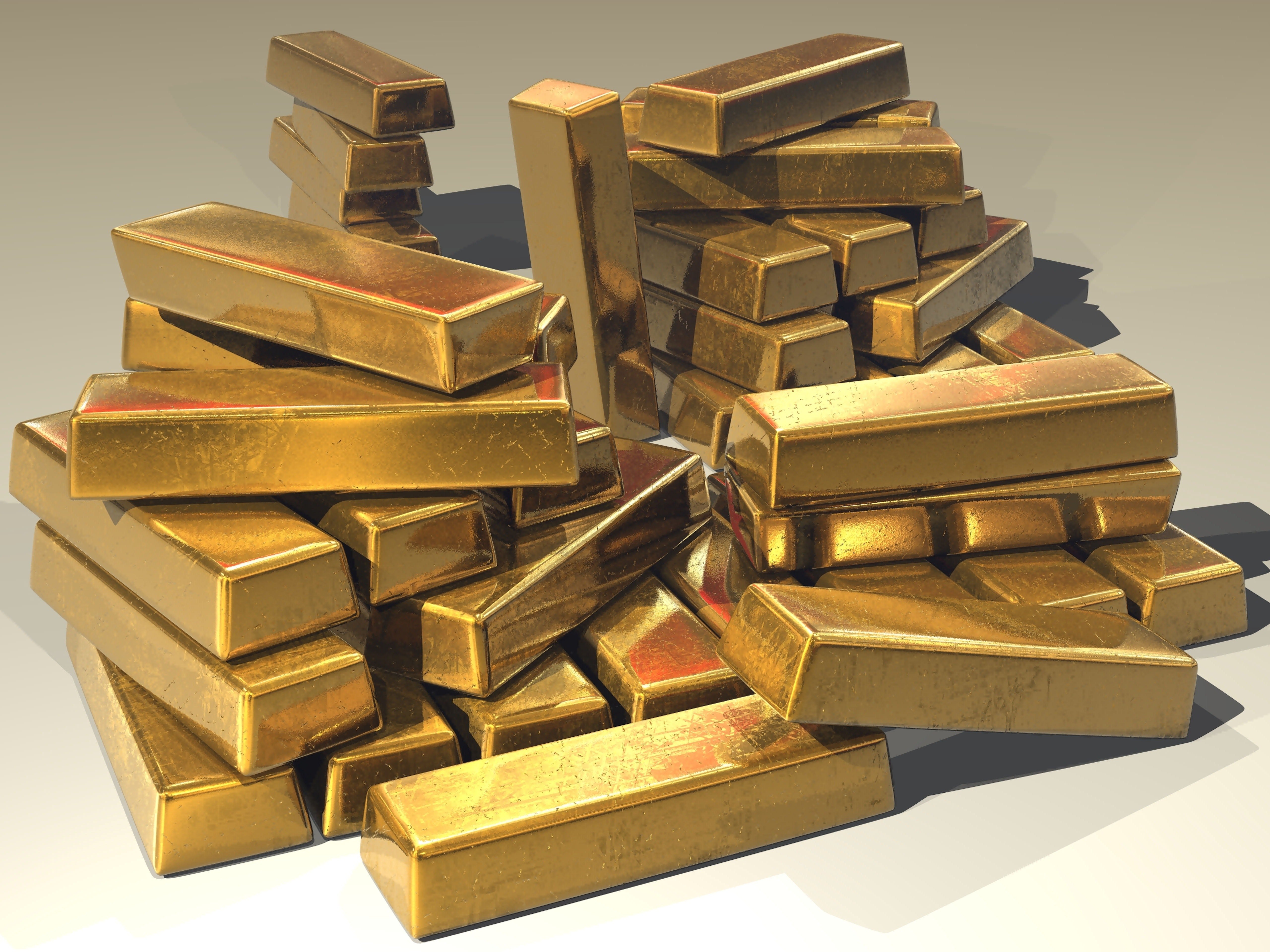
金

富（とみ、英:Wealth）は、価値ある資源または物的な財産が豊富にあること、またはそのような資産を支配することである。そのような財産または資源を豊富に持つ個人、コミュニティ、地域または国家は、富んでいる（豊かである）とされる。
富の概念はすべての経済学、特に開発経済学の領域で重要である。しかし、富の意味はコンテクストに依存し、明確な一般的合意は存在しない。通常、経済学では富を、「価値がある全てのもの」と定義し、それはこの観念の主観的な性質、およびそれが固定的ないし静的な概念でないというイメージに合致している。富のいろいろな定義と概念は、いろいろな個人によって、そして、異なるコンテクストで言及されている。富を定義することは、いろいろな倫理的な含意をもつ規範形成的なプロセスでありうる。というのも、しばしば「富の最大化」が、目標とみなされたり、それ自体が規範的な原則であると考えられたりするためである。
正確なデータが利用できないものの、世界の全家庭の富の総計は2000年に125兆USドルと見積もられた。この富の90 %は北アメリカ、ヨーロッパと高所得のアジア諸国の人々によって生産される、そして、成人の1 %が世界の富の40 %（購買力平価で調節すると、32 %）を持つと見積もられる。